# Родионовская (Верховажский район)
Родионовская — деревня в Верховажском районе Вологодской области.
Входит в состав Верховского сельского поселения, с точки зрения административно-территориального деления — в Верховский сельсовет.
Расстояние по автодороге до районного центра Верховажья — 29 км, до центра муниципального образования Сметанино — 7 км. Ближайшие населённые пункты — Киселево, Основинская, Кудринская.
По переписи 2002 года население — 15 человек.